# Ginsiella indica
Ginsiella indica är en stekelart som beskrevs av Arifa och Muhammad Sharif Khan 1992. Ginsiella indica ingår i släktet Ginsiella och familjen finglanssteklar. Inga underarter finns listade i Catalogue of Life.